# Knickerbocker Trust Company

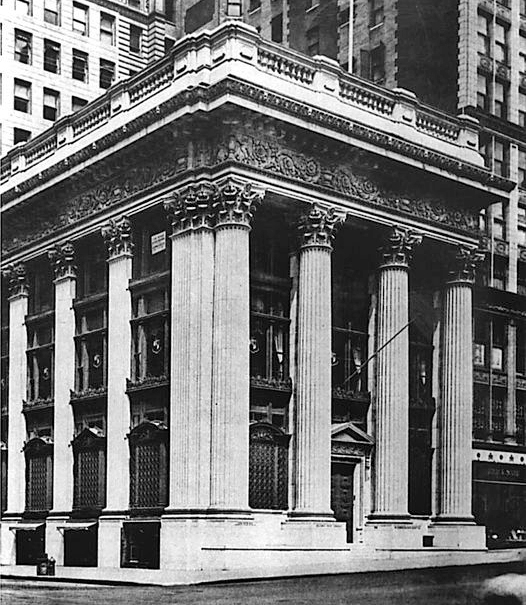
Filiale der Knickerbocker Trust Company, Aufnahme von 1905

Die Knickerbocker Trust Company war eine Bank in den Vereinigten Staaten, die von 1884 bis 1912 existierte. Sie wurde von Frederick G. Eldridge, einem Freund und Mitschüler von John Pierpont Morgan, gegründet. Die Knickerbocker Trust Company gehörte zu ihrer Zeit zu den Banken mit den höchsten Einlagen und war maßgeblich für den Ausbruch der Panik von 1907 verantwortlich.

## Krise 1907 und weitere Geschichte
Am 10. Oktober 1907 traf sich Charles T. Barney, der Direktor des Unternehmens, mit Charles W. Morse, Fritz Augustus Heinze und Otto Heinze im Haus von Barney in der Fifth Avenue. Morse plante, zusammen mit den Heinzes die Aktien der United Copper Company zu übernehmen, und erklärte, dass er dafür 1,5 bis 3 Millionen Dollar für erforderlich halte. Die Knickerbocker Trust Company bewilligte ihm den Kredit dafür. Diese Übernahme scheiterte und Barney wurde nahegelegt, als Direktor zurückzutreten. Am 21. Oktober 1907 verkündete die National Bank of Commerce, sie würde Wechsel der Knickerbocker Trust Company nicht mehr annehmen, was die Anleger der Knickerbocker Trust Company dazu motivierte, ihre Einlagen abheben zu wollen. Barney suchte John Pierpont Morgan auf, doch dieser weigerte sich ihn zu empfangen. Barney erschoss sich am 14. November 1907. Das Banksystem erfuhr einen Vertrauensverlust und der Dow Jones Industrial Average sank von Januar bis November 1907 um 48 Prozent. Um Vertrauen zu schaffen, schuf der Kongress 1913 per Gesetz das Federal Reserve System.
Einige Wochen nach der erzwungenen Schließung zahlte die Knickerbocker Trust Company alle Anleger einschließlich Zinsen aus. 1912 wurden ihre Verbindlichkeiten durch die Columbia Trust Company erworben und die Columbia-Knickerbocker Trust Company gebildet. Dieses Unternehmen wurde 1923 durch die Irving Trust Corporation übernommen, die 1989 von der Bank of New York übernommen wurde.

## Gebäude
Der Hauptsitz der Bank war 66 Broadway, Filialen gab es in Harlem und in der Bronx. Eine Filiale hatte der Trust in einem von McKim, Mead, and White entworfenen Tempel im römischen Stil an der Nordwestseite der Kreuzung 34th Street und Fifth Avenue, der von 1902 bis 1904 gegenüber dem Waldorf-Astoria errichtet worden war. Der Entwurf von Stanford White erlaubte das Aufstocken des Gebäudes um neun weitere Stockwerke. 1958 wurden die Betonung der Pilaster aus der Fassade genommen. Das Gebäude war Vorbild für das etwas später errichtete Gebäude der Bank of California in San Francisco.